# Jungfrun (målning)
Jungfrun (tyska: Die Jungfrau) är en oljemålning av den österrikiske konstnären Gustav Klimt från 1913. Den ingår i Nationalgalleriets samlingar i Prag.
Klimts konst är en märklig och elegant syntes av symbolism och jugend, inte sällan med erotiska och drömska motiv. I bildens mitt porträtteras en sovande kvinna som är omgiven av sex andra kvinnor. 